# Sportist Sofia
Sportist Sofia (bułg. СК "Спортист" (София)) – bułgarski klub piłkarski z siedzibą w stolicy kraju, mieście Sofia, działający w latach 1936–1949.

## Historia
Chronologia nazw:
- 1936: Sportist Sofia (bułg. СК "Спортист" (София))
- 1949: klub rozwiązano – po dołączeniu do Sredec Sofia

Klub sportowy Sportist został założony w Sofii w 1936 roku w wyniku wyodrębnienia oddziału od klubu Szipka Sofia. Klub funkcjonował w dzielnicy Hadżi Dimityr w północno-wschodniej Sofii. Klub był bardzo biednym i nie posiadał własnego boiska.
W 1938 roku zespół debiutował w trzeciej dywizji mistrzostw Sofii. W niewiarygodnie krótkim czasie przeszedł drogę od najniższego do najwyższego możliwego poziomu w ówczesnej piłkarskiej hierarchii Bułgarii. W 1942 był już w pierwszej dywizji. W 1943 roku jako piąta drużyna mistrzostw Obwodu Sportowego Sofii zakwalifikowała się do turnieju finałowego mistrzostw Bułgarii, które rozgrywane były systemem pucharowym. W finałowej części mistrzostw zespół wygrał w pierwszej rundzie 4:1 i 3:0 z SP'39 Plewen, w 1/8 finału pokonał 5:0 i 4:0 klub Kniaginia Maria-Łuiza Łom, ale w ćwierćfinale przegrał 2:2, 0:1 z przyszłym zwycięzcą Sławią Sofia. W następnym sezonie 1944 był za pierwszą czwórką w mistrzostwach Sofii i nie zakwalifikował się do finałów, a w 1945 jako wicemistrz Sofii ponownie startował w mistrzostwach na szczeblu centralnym. W rozgrywkach o Republikansko pyrwenstwo zespół w rundzie pierwszej wylosował awans do kolejnej rundy, w 1/8 finału zwyciężył 2:1 z Benkowski Widyń, w ćwierćfinale został pokonany również 2:1 z Lewski Sofia, a w półfinale wygrał 3:2 z Spartakiem Warna. W pierwszym meczu finałowym przegrał 1:3 z Łokomotiwem Sofia, a w drugim zremisował 1:1 stając wicemistrzem Bułgarii. Stopniowo drużyna została opuszczona przez najlepszych graczy. W 1946, 1947 i 1948 klub nie wspiął się na podium mistrzostw Sofii, dlatego nie otrzymał prawa startu w turnieju finałowym mistrzostw kraju. 
Klub istniał samodzielnie do lata 1949 roku, po zakończeniu turnieju międzystrefowego dołączył do klubu Sredec i został rozwiązany.
27 sierpnia 1949 roku Komitet Centralny Bułgarskiej Partii Komunistycznej podjął decyzję o reorganizacji ruchu sportowego w Bułgarii na wzór sowiecki. 27 września 1949 roku Naczelna Komisja Wychowania Fizycznego i Sportu (WKFS) podjęła konkretne działania w celu jego realizacji. Podobnie do struktury w ZSRR zostały stworzone dobrowolne organizacje sportowe na zasadzie wydziałów w odpowiednich branżowych związkach zawodowych. Klub Sredec został przekształcony na DSO Czerweno Zname Sofia, do którego przydzielono część byłych graczy klubu.

## Barwy klubowe, strój, herb, hymn
|  |  |

Klub ma barwy biało-niebieskie. Piłkarze domowe spotkania zazwyczaj grają w pasiastych pionowo biało-niebieskich koszulkach, białych spodenkach oraz niebieskich getrach.

## Sukcesy

### Trofea międzynarodowe
Do chwili obecnej klub jeszcze nigdy nie zakwalifikował się do rozgrywek europejskich.

### Trofea krajowe
| \| \| Zdobyte trofea w rozgrywkach Bułgarii (stan na: 31-05-2021) \| |                                                             |      |          |
| Rozgrywki                                                            | Osiągnięcie                                                 | Razy | Sezon(y) |
| · Mistrzostwo                                                        | I miejsce                                                   | 0    |          |
| · Mistrzostwo                                                        | II miejsce                                                  | 1    | 1945     |
| · Mistrzostwo                                                        | III miejsce                                                 | 0    |          |
| Puchar                                                               | zdobywca                                                    | 0    |          |
| Puchar                                                               | finalista                                                   | 0    |          |
| II liga                                                              | I miejsce                                                   | 0    |          |
| II liga                                                              | II miejsce                                                  | 0    |          |
| II liga                                                              | III miejsce                                                 | 0    |          |
| II liga                                                              | 5.miejsce                                                   | 1    | 1948/49  |
| Bułgaria                                                             | Zdobyte trofea w rozgrywkach Bułgarii (stan na: 31-05-2021) |      |          |

- Sofijska Pyrwa diwizia:
  - wicemistrz (1): 1945

## Poszczególne sezony

### Rozgrywki międzynarodowe

#### Europejskie puchary
Nie uczestniczył w rozgrywkach europejskich.

### Rozgrywki krajowe
| \| Bułgaria \| Bilans występów klubu w rozgrywkach piłkarskich Bułgarii (Stan na 31 maja 2021 r.) \| \| |                                                                                    |        |       |   |   |   |    |    |     |            |        |        |      |
| Poziom                                                                                                  | Rozgrywki                                                                          | Sezony | Mecze | Z | R | P | B+ | B– | Pkt | Lata       | Awanse | Spadki | Naj. |
| I | Dyrżawno pyrwenstwo / Nacionałna futbołna diwizija / Republikansko pyrwenstwo      | 2      |       |   |   |   |    |    |     | 1943, 1945 | 0      | 2      | 2    |
| II | B RPG / Wtora PFG / Pyrwa PFL / B PFG / Wtora PFL                                  | 6      |       |   |   |   |    |    |     | 1943–1949  | 2      | 0      | 2    |
| III | Treta amatorska futbołna liga                                                      | 1      |       |   |   |   |    |    |     | 1942/43    | 1      | 0      | 1    |
| IV | Obłastna futbołna liga                                                             | 6      |       |   |   |   |    |    |     | 1936–1942  | 1      | 0      | 1    |
| | Puchar Bułgarii                                                                    | 0      |       |   |   |   |    |    |     |            | 0      | 0      |      |
| Bułgaria                                                                                                | Bilans występów klubu w rozgrywkach piłkarskich Bułgarii (Stan na 31 maja 2021 r.) |        |       |   |   |   |    |    |     |            |        |        |      |

## Struktura klubu

### Stadion
Klub był bardzo biednym i nie posiadał własnego boiska.

## Kibice i rywalizacja z innymi klubami

### Derby
- FK 13 Sofia
- AS 23 Sofia
- Botew Sofia
- Lewski Sofia
- Sławia Sofia
- Szipka Sofia
- ŻSK Sofia